# 神戸市電楠公東門線
楠公東門線（なんこうひがしもんせん）は、かつて神戸市の楠公前停留場 - 大倉山停留場間を結んでいた神戸市電の軌道路線である。路線名の由来となっている「楠公」とは、楠木正成を祀った湊川神社のことである。当路線は湊川神社の東側を通過していた。

## 沿革
- 1922年（大正11年）12月3日：楠公前停留場 - 大倉山停留場間（0.626km）が開業。
- 時期不明：裁判所前停留場を廃止。
- 1970年（昭和45年）3月15日：楠公前停留場 - 大倉山停留場間廃止。

## 駅一覧
- 1962年（昭和37年）7月当時。
- 背景色がグレーの駅は廃止・休止駅。

| 停留場名 | 読み             | 接続路線        | 廃止日        |
| -------- | ---------------- | --------------- | ------------- |
| 楠公前   | なんこうまえ     | 栄町本線 兵庫線 | 1970年3月15日 |
| 裁判所前 | さいばんしょまえ |                 | 時期不明      |
| 大倉山   | おおくらやま     | 山手・上沢線    | 1970年3月15日 |

## 通過系統
- 1962年（昭和37年）7月当時。

| 系統  | 直通路線     | 通過区間        | 直通路線     | 備考               |
| ----- | ------------ | --------------- | ------------ | ------------------ |
| 1系統 | 兵庫線       | 楠公前 - 大倉山 | 山手・上沢線 | 循環系統、北行のみ |
| 2系統 | 山手・上沢線 | 大倉山 - 楠公前 | 兵庫線       | 循環系統、南行のみ |
| 5系統 | 山手・上沢線 | 大倉山 - 楠公前 | 兵庫線       | 循環系統、南行のみ |
| 7系統 | 兵庫線       | 楠公前 - 大倉山 | 山手・上沢線 | 循環系統、北行のみ |